# Die ganz großen Torheiten
Die ganz großen Torheiten ist ein deutsch-österreichisches Filmmelodram aus dem Jahre 1937. Unter der Regie von Carl Froelich spielen Paula Wessely und Rudolf Forster die Hauptrollen. Die Geschichte basiert auf dem gleichnamigen Roman (1936) von Marianne von Angern.

## Handlung
Die junge Steirerin Therese Brandl will unbedingt ans Theater und fährt aus diesem Grunde mit dem Zug nach Wien, um sich dort künstlerisch ausbilden zu lassen. Das von der alten Gräfin Hoyer gewährte Stipendium soll ihr finanzielle Unabhängigkeit gewährleisten. Da die Elevin nicht weiß, dass sie vom Bahnhof in Wien abgeholt werden soll, setzt sie sich gleich nach der Ankunft in ein Taxi und lässt sich sowohl ein preisgünstiges Hotel als auch eine hübsche kleine Kneipe empfehlen. In dieser Bar mit dem etwas hochtrabenden Namen Großmogul schnuppert Therese erstmals Wiener Großstadtluft und lässt sich sogleich von einem älteren Herrn ansprechen, Typus graumelierter Gentleman und Bonvivant mit einiger Lebenserfahrung. Gemeinsam verlässt man nach mehreren Glaserln Wein später die Lokalität und geht auf Thereses Zimmer. Offensichtlich kommt es dort zum Äußersten, und man verbringt die Nacht miteinander, ohne einander vorgestellt worden zu sein. Umso größer ist die Überraschung für Therese, als sie am folgenden Tag zur Schauspielakademie geht, um dort ihre Ausbildung zu beginnen: Denn ihr zukünftiger Lehrer ist niemand anderes als der Galan und Liebhaber der vergangenen Nacht, Dr. Alexander Dahlen. Beide erkennen sich sofort. Um weder sie noch sich selbst zu kompromittieren, behandelt Dahlen Therese wie eine Fremde, was das unbedarfte Steirer Landei bis ins Mark erschüttert, glaubte das Mädchen doch, für diesen Mann ihrer Träume mehr als nur eine Gespielin für eine Nacht zu sein.
Therese kann mit diesem Umstand schwer umgehen, glaubt sie doch sowohl an die „große Liebe“ als auch an die „Liebe auf den ersten Blick“. Sie weiß nicht, dass auch Dahlen sich in sie verliebt hat. Der aber gibt dieser Mesalliance kaum eine Chance. Die Dinge verschlimmern sich noch, als Dahlens Sekretär Redl, der die beiden offensichtlich im Großmogul gesehen hatte, Anspielungen macht und Gerüchte streut. Therese kann mit dieser Situation nicht länger umgehen und stellt Dahlen zur Rede. Der aber reagiert ausweichend und will seine Liebe öffentlich nicht eingestehen. Therese spielt mit dem Gedanken, die Ausbildung abzubrechen und in die Steiermark zurückzukehren. Um den von Redl gestreuten Gerüchten das Wasser abzugraben, flieht Alexander Dahlen in eine Verlobung mit einer alten Bekannten, der Journalistin Nina Baldass. Die ahnt instinktiv, dass er diesen Schritt nicht aus Liebe zu ihr tut, arrangiert sich aber mit dieser Tatsache. Es kommt zu einem letzten Treffen Thereses mit Alexander, bei dem die junge Frau von Dahlens Verlobung mit Nina erfährt. Zutiefst getroffen will sie sich umbringen, kann aber im letzten Moment von einem Sprung vom Dach in die Tiefe abgehalten werden. Als Gräfin Hoyer Therese zur Rede stellt, erzählt diese ihr von ihrem Liebesunglück. Schließlich packt sie ihre sieben Sachen und fährt zum Bahnhof. Derweil hat sich die Gräfin Dahlen vorgeknöpft und ihm ordentlich den Kopf gewaschen. Der Mann sieht nun seinen Fehler ein. Als Therese sich am Bahnhof telefonisch vom Liebsten verabschieden will, gesteht er ihr seine Liebe. Wenig später fallen sich die beiden dort in die Arme.

## Produktionsnotizen
Die ganz großen Torheiten entstand zwischen dem 27. Januar und Ende März 1937 und wurde am 30. April 1937 im Berliner Gloria-Palast uraufgeführt. Die Wiener Premiere erfolgte am 5. Mai 1937 im Buschkino.
Friedrich Pflughaupt übernahm die Produktionsleitung. Franz Schroedter entwarf die Filmbauten, Assy Oehm die Kostüme. Rolf Hansen war Regie- und Produktionsassistent, den Ton übernahm Erich Lange.
Der Film erhielt das NS-Prädikat „künstlerisch wertvoll“.

## Kritiken
Die Österreichische Film-Zeitung fand, die „Paula Wessely weiß ihre Rolle mit überzeugendem Leben zu erfüllen. Ihr Partner ist Rudolf Forster, dessen Rolle ihm äußerste Zurückhaltung auferlegt. Ausgezeichnet die kultivierten Charakterdarstellungen Hedwig Bleibtreus und Gustav Waldaus.“

„Antiquiertes Melodram, größtes Plus: die elegante Fotografie von Franz Planer, der nach der erzwungenen Emigration in die Vereinigten Staaten zu den führenden Kameraleuten ("Letter from an Unknown Woman") Hollywoods zählte.“

„Neben einigen starken Szenen viel klischeehafte Romantik, von der konventionell geführten Kamera brav eingefangen; der Film steht und fällt mit der Darstellungskunst von Paula Wessely.“